# Acacia rostellata
Acacia rostellata é uma espécie de leguminosa do gênero Acacia, pertencente à família Fabaceae.